# István Irsai

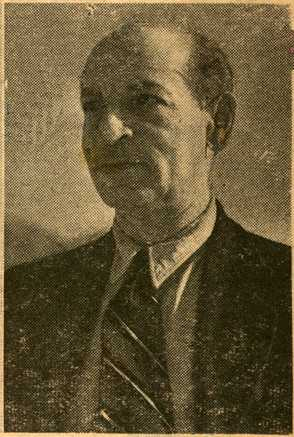
Pesach Irshay (1952)

István Irsai (hebräisch פסח ער-שי, geboren 6. Oktober 1896 in Budapest, Österreich-Ungarn; gestorben 31. Juli 1968 in Tel Aviv) war ein ungarisch-israelischer Architekt und Graphiker.

## Leben
István Irsai war während des Ersten Weltkriegs von 1914 bis 1918 Soldat in der k.u.k. Armee und wurde schwer verwundet. Er studierte von 1918 bis 1925 Violine und Musikpädagogik an der Musikakademie und Architektur an der Technischen Hochschule Budapest. Er war Bratschist in einem Budapester Streichquartett, das auch im Ausland auftrat.
1925 ging er als Zionist nach Palästina, wo er als Architekt und Grafiker arbeitete. In der Zeit entwarf er Bühnenbilder und schuf den Druckfont „Haim“ für das Ivrit. Er heiratete Arany Levkovitch und kehrte mit ihr 1929 nach Ungarn zurück. In Ungarn arbeitete er als Grafiker und betrieb eine Druckerei für Plakate.
Im Jahr 1944 wurde er mit seiner Frau und zwei Kindern in das Konzentrationslager Bergen-Belsen deportiert. Sie wurden mit einem der Kasztner-Transporte Ende 1944 in die Schweiz ausgetauscht.
Irsai emigrierte in den Staat Israel und arbeitete in Haifa als Grafikdesigner.